# Lockheed YF-22
Le Lockheed YF-22 est un prototype d’avion de chasse biréacteur monoplace conçu pour la United States Air Force (USAF) par la Lockheed Corporation. Il a été finaliste de la compétition Advanced Tactical Fighter (en) de l’US Air Force et deux prototypes ont été construits pour la phase de démonstration. Le YF-22 a remporté le concours contre le Northrop YF-23, et est entré en production sous la désignation de F-22 Raptor. L'YF-22 est aérodynamiquement similaire au futur F-22, mais avec des différences dans la position et la conception du cockpit, de l'empennage et des ailes et dans la disposition structurelle interne.

## Développement

Silhouettes comparées du YF-22 et du YF-23.

Lockheed surnomme l'appareil Lightning II en référence au Lockheed P-38 Lightning. L'USAF décidant de nommer les avions de série Raptor à la fin des années 1990.